# عرض الولى (المخادر)

تعديل مصدري - تعديل

عرض الولى محلة تابعة لقرية نجد ساهب، التابعة لعزلة بني سرحة بمديرية المخادر إحدى مديريات محافظة إب في الجمهورية اليمنية، بلغ تعداد سكانها 174 حسب تعداد اليمن لعام 2004.